# Culicoides neofagineus
Culicoides neofagineus är en tvåvingeart som beskrevs av Wirth och Blanton 1969. Culicoides neofagineus ingår i släktet Culicoides och familjen svidknott. Inga underarter finns listade i Catalogue of Life.